# Anachariesthes
Anachariesthes is een kevergeslacht uit de familie van de boktorren (Cerambycidae). De wetenschappelijke naam van het geslacht werd voor het eerst geldig gepubliceerd in 1949 door Müller.

## Soorten
Anachariesthes is monotypisch en omvat slechts de volgende soort:
- Anachariesthes abyssinica Müller, 1949